# Hubert Werden
Hubert Werden (* 19. September 1908 in Eschweiler; † 2. Februar 2005 in Aachen) war ein deutscher Maler, Bildhauer und Kunsterzieher.

## Leben und Werk
Nach dem Abitur im Jahre 1927 studierte Werden in München Germanistik und Kunstwissenschaft. Seine künstlerische Ausbildung erhielt er 1931/1932 vor allem bei Friedrich Ahlers-Hestermann an den Kölner Werkschulen. Von 1932 bis 1937 studierte er an der Kunstakademie Düsseldorf und wurde am Werklehrerseminar Hildesheim ausgebildet. Sein Examen als Kunsterzieher legte er 1937 in Berlin ab.
Während des Krieges war er als Kartograf an der Ostfront eingesetzt. Er überstand den Krieg unbeschadet und konnte bereits im August 1945 wieder in die Heimat zurückkehren.
Sobald es das Material zum Malen wieder gab, begann er zu arbeiten – befreit von der ideologischen Gängelung durch den Nationalsozialismus. In diesem Sinne gründet er auch 1948 gemeinsam mit den Maler-Kollegen Karl Fred Dahmen, Karl Otto Götz, Herbert Kaufmann, Fritz Martin, Hanns Pastor, Raoul Ubac u. a. die „Neue Aachener Gruppe“.
Werdens erste künstlerische Periode (1948–1953) orientiert sich am französischen Kubismus. Er verlässt ihn aber bald und widmet sich stark der informellen Malerei (bis 1970). Er wendet sich dann in einer weiteren Phase dem „Geheimnis der einfachen Gegenstände“ zu. In dieser Schaffensperiode widmet er sich vor allem der atmosphärischen Gestaltung innerer Strukturen und Gesichte, wie z. B. mit dem Bild Scala santa (1977). So entsteht auch eine Bilder-Reihe „aus Tanz und Gestik“ sowie weitere, vor allem grafische Arbeiten aus der von ihm so benannten Reihe „Mystischer Realismus“.
In den 1980er-Jahren experimentiert er unter anderem mit besonderen Darstellungsformen wie z. B. Plastiken und Reliefs. Hier entstehen aber auch abstrahierende Tanzbilder zu Choreografien. Das umfangreiche informelle Alterswerk (1990–2001) besticht in zahlreichen, teils recht großformatigen Bildern und in vielen Gouachen durch seinen Einklang von Formen und Farben.
Werden unterrichtete von 1939 bis 1971 Kunst und Deutsch am Kaiser-Karls-Gymnasium in Aachen und war Fachleiter für Kunst am Studienseminar Aachen. 1971 wurde er pensioniert.

## Schaffensphasen
- 1931–1933: Kunstakademie: Portraits, Tierstudien, Holz- und Linolschnitte

- 1937: Werkkunstschule (Ölbilder, kunsthandwerkliche Gegenstände)

- 1939–1945: einzelne Zeichnungen, Kinderportraits („Fronturlaubsbilder“)

- 1950: Aquarelle (Landschaften), Figuren (Geigenspieler, Lautenspiel)

- 1951: Figürliche Themen, verarbeitet (kubistisch, in „französischer“ Art)

- 1953: erste „abstrakte“ Arbeiten („ohne Titel“), dann aber auch noch einige Grafiken mit figürlichen Themen (Fische und Anker, sakraler Tanz usw.)

- 1954: allmähliche Auflösung figürlicher Formen; „Jazz“, „frutti di mare“

- 1955–1970: abstrakte Gouachen, Grafiken und Ölbilder (heute: „Informell“ genannt)

- 1970: Schöpferische Pause: einige Portraits, „Siesta“

- 1971–1976: „Mystischer Realismus“:  Figürliche Arbeiten. Grafiken (Radierungen, Siebdrucke) mit Zeichnungs-Charakter; Ölbilder mit „Verschleierung“  (hinter Vorhängen usw.), mystifizierte Themen

- 1977–1980: „Bilder aus Tanz und Gestik“ – zunächst figürlich, dann immer mehr aufgelöst

- 1981–1985: Landschaften;  Experimente mit Reliefs

- 1987–1990: abstrahierende Tanzbilder (Choreografien)

- 1990–2001: Formen und Farben – das umfangreiche  „Alterswerk“

## Angewandte bildnerische Techniken
- Aquarelle, Tempera
- Blei-,  Kohle- und Wachsstifte
- Öl- und Acryl-Farben
- Farbpasten (z. B. für Gouachen)
- Collagen (div. Materialien)
- Kaltnadel- und Ätzradierungen
- Siebdrucke
- Holz- und Linolschnitte
- Graffiti-Reliefs
- Objekte aus Holz, Metall u. a.
- Monotypien
- Plastische Arbeiten aus Holz

## Ausstellungen
- 1949  Aachener Künstlerbund, Aachen
- 1950  Aachener Künstlerbund, Aachen
- 1952  Westdeutsche Grafik, Recklinghausen, Hannover, Osnabrück, Münster u. a. (Katalog)
- 1952  Grafik und Gouachen, Suermondt-Museum, Aachen
- 1953  Neue Aachener Gruppe, Aachen
- 1954  Neue Aachener Gruppe, Aachen
- 1954  Sechs abstrakte Maler, Suermondt-Ludwig-Museum, Aachen
- 1955  Gemeinschaft junger europäischer Künstler, Aachen und Düsseldorf (Katalog)
- 1956  Gemeinschaft junger europäischer Künstler, Aachen und Düsseldorf
- 1956  Galerie La Roue, Paris, zusammen mit Karl Fred Dahmen und Hanns Pastor
- 1957  Galerie Arnaud, Paris, zusammen mit Karl Fred Dahmen
- 1957  Galerie C.C.C., Rotterdam-Schiedam (Einzelausstellung)
- 1958  Deutscher Künstlerbund, Essen
- 1958  Eloge de Petit Format, Clermont-Ferrand
- 1959  Suermondt-Museum, Aachen (Einzelausstellung, Katalog)
- 1959  Leopold-Hoesch-Museum, Düren (Einzelausstellung)
- 1959  Galerie La Roue, Pari (Einzelausstellung)
- 1959  14. Salon de Réalitées Nouvelles, Paris
- 1960  Teilnahme „Prix Suisse“, Lausanne
- 1962  Galerie Parnaß, Wuppertal
- 1962  Winterausstellung der Künstler aus NRW, Düsseldorf (auch in den Folgejahren)
- 1964  Essener Forum bildender Künstler, Essen (Einzelausstellung)
- 1965  Suermondt-Museum, Aachen (Werden - Löneke)
- 1968  Kulturring Bergneustadt (Einzelausstellung)
- 1969  Suermondt-Museum, Aachen (Einzelausstellung - Katalog)
- 1970  Westdeutscher Künstlerbund, Hagen
- 1971  Gustav-Lübcke-Museum, Hamm (Einzelausstellung - Katalog)
- 1973  Suermondt-Museum, Aachen (Einzelausstellung)
- 1974  Westdeutscher Künstlerbund, Hagen
- 1974  Galerie Koep, Erftstadt-Liblar (Einzelausstellung)
- 1977  Künstler zwischen Rhein und Erft, Frechen
- 1977  Städtisches Kulturamt Linnich
- 1978  Große Düsseldorfer Kunstausstellung (auch in den Folgejahren)
- 1979  Künstler zwischen Rhein und Erft, Frechen
- 1979  Städtisches Kulturamt Eschweiler
- 1980  Suermondt-Museum, Aachen (Einzelausstellung)
- 1984  Galerie Koep, Erftstadt-Liblar (Einzelausstellung)
- 1984  Künstler in Aachen heute, Suermondt-Ludwig-Museum, Aachen
- 1985  „Bilder aus Tanz und Gestik“, Foyer des Rathauses Aachen (Einzelausstellung)
- 1988  Struktur und Geste (50er Jahre), Suermondt-Ludwig-Museum, Aachen
- 1989  Fotografie der 50er und 60er Jahre, Museum Burg Frankenberg, Aachen
- 1990  „Die 50er“, Neuer Aachener Kunstverein, Aachen
- 1992  „Hubert Werden - Das malerische und plastische Werk 1952–1992“, August-Pieper-Haus [Bischöfliche Akademie des Bistums Aachen]
- 1998  Galerie van der Milwe, Aachen (Retrospektive zum 90. Geburtstag)
- 2006  „Aufbruch im Westen“ (mit K.O. Götz, Fred Dahmen, Raul Ubac u. a.), Suermondt-Ludwig-Museum, Aachen
- 2008  Bilder aus 7 Jahrzehnten, Seniorenpark Carpe Diem, Aachen (Katalog)
- 2015  Hubert Werden - Zeitreise, Galerie des Kulturwerkes Aachen e.V., Aachen[1]